# Christian Rittner
Christian Rittner (* 29. September 1938 in Dresden; † 12. Mai 2025 in Nieder-Olm) war ein deutscher Rechtsmediziner, Hochschullehrer und von 1985 bis 2003 Leiter des Institutes für Rechtsmedizin an der Johannes Gutenberg-Universität Mainz.

## Werdegang
Christian Rittner legte 1957 sein Abitur ab und studierte Humanmedizin an der Humboldt-Universität und der Freien Universität in Berlin sowie an der Rheinischen Friedrich-Wilhelms-Universität Bonn. Dort absolvierte er 1962 sein Staatsexamen und promovierte im Folgejahr. Nach seiner Medizinalassistentenzeit an der Universitätsklinik Bonn und am St. Marien-Hospital Bonn folgte eine Tätigkeit als Wissenschaftlicher Assistent am Institut für gerichtliche Medizin in Bonn sowie ein Auslandsaufenthalt am New York Hospital, Division of Human Genetics. Seit 1969 zurück am Bonner Institut für Rechtsmedizin, habilitierte Rittner sich 1970 in Rechtsmedizin und Forensischer Serologie.
Im Jahr 1973 erhielt er eine außerplanmäßige Professur in Bonn, 1984 den Ruf auf die Professur für Rechtsmedizin an der Johannes Gutenberg-Universität Mainz. Ab 1985 war er Leiter des Mainzer Institutes für Rechtsmedizin und hatte diese Stellung bis zu seiner Emeritierung im Jahr 2003 inne. In diesen Jahren hatten er starken Anteil an der Fortentwicklung der Einrichtung, die 2003 als erstes rechtsmedizinisches Institut im deutschsprachigen Raum akkreditiert wurde.
Am 12. Mai 2025 verstarb Christian Rittner im Alter von 86 Jahren in Nieder-Olm.

## Wirken
Rittner hatte maßgeblichen Anteil an der Nutzung der forensischen Molekulargenetik für die Zwecke der deutschen Rechtsmedizin. Zu seinen weiteren Hauptarbeitsgebieten gehörten die Serologie, die Erforschung des Komplementsystems, die Immungenetik und die Kriminologie.
Zudem engagierte er sich stark in Fragen des Arztrechts und der medizinischen Ethik. Über viele Jahre gehörte er verschiedenen Ethikkommissionen an. Seit 1986 war er Mitglied und später Vorsitzender der Ethikkommission der Landesärztekammer Rheinland-Pfalz, ab 1996 auch stellvertretender Vorsitzender des Arbeitskreises Medizinischer Ethikkommissionen in der Bundesrepublik Deutschland (AKEK). Als er 2009 aus diesen Funktionen ausschied, ernannte ihn die AKEK zum Ehrenmitglied.

## Mitgliedschaften
Christian Rittner war Mitglied der Akademie der Wissenschaften und der Literatur Mainz.

## Werke (Auswahl)
Researchgate listet 356 Publikationen unter Beteiligung Christian Rittners.
Als Autor (Auswahl):
- Der Medizinalassistent und ihm verwandte ärztliche Tätigkeiten in Europa, UdSSR und USA. Verglichen an Ausbildung, Aufgaben, rechtlicher und sozialer Stellung. Medizinische Fakultät, Bonn 1963, DNB 481883924 (Dissertation).
- Struktur, Funktion und Evolution der Gene der vierten Komponente (C4) des humanen Komplementsystems im Major Histocompatibility Complex (MHC) und ihre Bedeutung für die Empfänglichkeit, Protektion und Persistenz viraler Erkrankungen (= Akademie der Wissenschaften und der Literatur Mainz. Mathematisch-Naturwissenschaftliche Klasse: Abhandlungen der Mathematisch-Naturwissenschaftlichen Klasse; Jg. 1996, Nr. 3). Steiner, Stuttgart 1996, ISBN 3-515-06961-5.
- mit Tobias Helms und Jörg Kieninger: Abstammungsrecht in der Praxis. Materielles Recht, Verfahrensrecht, medizinische Abstammungsbegutachtung (= FamRZ-Buch Nr. 33). Gieseking, Bielefeld 2010, ISBN 978-3-7694-1065-5.
- Warum ich Rechtsmediziner geworden bin. Lehmanns Media, Berlin 2022, ISBN 3-96543-324-5.

Als Herausgeber (Auswahl):
- Genomanalyse und Gentherapie. Medizinische, gesellschaftspolitische, rechtliche und ethische Aspekte. Symposium der Akademie der Wissenschaften und der Literatur, Mainz am 18./19. Oktober 1996 (= Medizinische Forschung / Akademie der Wissenschaften und der Literatur. Band 10). G. Fischer, Stuttgart/Jena/Lübeck/Ulm 1997, ISBN 3-437-21306-7.
- mit Norbert W. Paul und unter Mitarbeit von Gertrud Greif-Higer und Paul Schölmerich: Ethik der Lebendorganspende. Beiträge des Symposiums in der Akademie der Wissenschaften und der Literatur, Mainz, vom 11. September 2004 (= Medizinische Forschung / Akademie der Wissenschaften und der Literatur. Band 14). Schwabe, Basel 2005, ISBN 978-3-7965-2141-6.
- mit Peter M. Schneider und Jörg Röhrich: 75 Jahre Rechtsmedizin Mainz – von der Baracke Nr. 18 zum High-Tech-Institut. Lehmanns Media, Berlin 2022, ISBN 3-96543-338-5.
- mit Beate Stradmann-Bellinghausen: O meine lieben Doktoranden und Nichtdoktoranden. Was hat mir der Dr. med. gebracht? Ergebnis einer Umfrage, in 24 Fallbeispielen. Lehmanns Media, Berlin 2024, ISBN 3-96543-453-5.

## Ehrungen
- 1990: Verleihung der Richard-Kockel-Medaille durch die Gesellschaft für gerichtliche Medizin der DDR (GFGM)
- 2009: Ehrenmitglied des Arbeitskreises Medizinischer Ethik-Kommissionen in der Bundesrepublik Deutschland e. V. (AKEK)[2]